# Ovunque tu sia (film)
Ovunque tu sia (Wherever You Are...) è un film del 1988 diretto da Krzysztof Zanussi.